# Milan Dolinský
Milan Dolinský (1935. április 17. –) csehszlovák válogatott szlovák labdarúgó.

## Sikerei, díjai
- Csehszlovákia
  - Európa-bajnokság bronzérmes: 1960